# Ivar Mountbatten
Ivar Alexander Michael Mountbatten DL (Londres, 9 de março de 1963) é um aristocrata britânico, primo da rainha Elizabeth II, conhecido por protagonizar o primeiro casamento homossexual da história da família real britânica.

## Família

Brasão de armas da família Mountbatten

Mountbatten é trineto da princesa Alice do Reino Unido, filha da Rainha Vitória e irmã do rei Eduardo VII, bisavô da rainha Elizabeth II. Mountbatten também é primo do príncipe Filipe, Duque de Edimburgo, já que a mãe deste, Alice de Battenberg, é irmã do seu avô paterno, George Mountbatten, 2.º Marquês de Milford Haven, ambos netos da princesa Alice do Reino Unido. 
Através de sua avó paterna Nádia Mikhailovna de Torby, Mountbatten também descende da família imperial russa.

## Biografia
Lord Ivar Mountbatten nasceu em Londres, no dia 9 de março de 1963, o segundo filho de David Mountbatten, 3.º Marquês de Milford Haven e de sua segunda esposa Janet Mercedes Bryce. 
Mountbatten foi educado em Gordonstoun, a mesma escola frequentada pelo príncipe Filipe e pelo príncipe Charles e, depois graduou-se como Bacharel de artes no Middlebury College em Vermont.
Em 23 de abril de 1994, Mountbatten casou-se com Penelope Anne Vere Thompson em Clare, Suffolk. Eles tiveram três filhas:
- Ella Louise Georgina Mountbatten (nascida em 20 de março de 1996) – afilhada do príncipe Eduardo, Conde de Wessex.
- Alexandra Nada Victoria Mountbatten (nascida em 8 de maio de 1998) – afilhada de Sofia, Condessa de Wessex (esposa do anterior).
- Louise Xenia Rose Mountbatten (nascida em 30 de julho de 2002)

O casal separou-se em 2011.
Em 2016, Mountbatten revelou ser homossexual, e passou a viver com James Coyle, que conheceu, numa estância de esqui em Verbier, na Suíça. Em 22 de setembro de 2018 Mountbatten casou-se com James Coyle em uma cerimônia privada em Bridwell Park, protagonizando o primeiro casamento homossexual da história da família real britânica.
Na cerimônia de casamento, Mountbatten foi levado ao altar por sua ex-mulher Penelope Thompson, dizendo posteriormente que a ex-mulher e as filhas foram as principais apoiantes de seu casamento com James Coyle.
Mountbatten é padrinho de Lady Luísa Windsor (nascida em 2003), filha do príncipe Eduardo, Conde de Wessex e de sua esposa Sofia.